# Frans van 't Veer
Frans van 't Veer (né le 9 décembre 1929 à Rotterdam et mort le 30 août 2018 à Massy) est un astronome et astrophysicien néerlando-français.
Chercheur à l'Institut d'astrophysique de Paris de 1963 à 1999, il est connu comme expert international des étoiles binaires en contact.
Il est le mari de l'astrophysicienne française Claude van 't Veer-Menneret avec laquelle il travaille notamment sur les taches solaires.